# Mariä-Himmelfahrt-Kirche (Kalinowo)
Bei der Mariä-Himmelfahrt-Kirche in Kalinowo handelt es sich um eine in den 1920er Jahren errichtete Wiederaufbaukirche aus masurischem Granitstein. Bis 1945 war sie evangelisches Gotteshaus für die Kirchspielbewohner im ostpreußischen „Kallinowen“ (1938 bis 1945: „Dreimühlen“) genannten Dorf und ist heute Pfarrkirche der römisch-katholischen Pfarrei Kalinowo in der polnischen Woiwodschaft Ermland-Masuren.

## Geographische Lage
Kalinowo liegt im Osten der Woiwodschaft Ermland-Masuren, sechs Kilometer entfernt von der Grenze zur Woiwodschaft Podlachien (früher deutsch-polnische Staatsgrenze). Durch den Ort verläuft die Landesstraße 16, in die hier die Woiwodschaftsstraße 661 einmündet.
Der Standort der Kirche befindet sich westlich des Straßenkreisels der ul. Miachała/ul. Marii Konopnickiej/ul. Mazurska im Ortszentrum.

## Kirchengebäude
Due urkundliche Ersterwähnung Kallinowens datiert aus dem Jahre 1499. Im dortigen Zusammenhang wurde ein Pfarrer Mathias in Calinowo genannt, was darauf schließen lässt, dass damals hier bereits eine Kirche bestanden hat. Spätestens beim Tatareneinfall 1656 wurde dieses Gotteshaus zerstört. Bald jedoch begann man mit der Errichtung eines Nachfolgebaus – einer Holzkirche, die 1666 eingeweiht werden konnte. Sie wurde noch 1910 grundlegend restauriert, jedoch bei den Kampfhandlungen im Ersten Weltkrieg ging sie am 25. Oktober 1914 zugrunde.

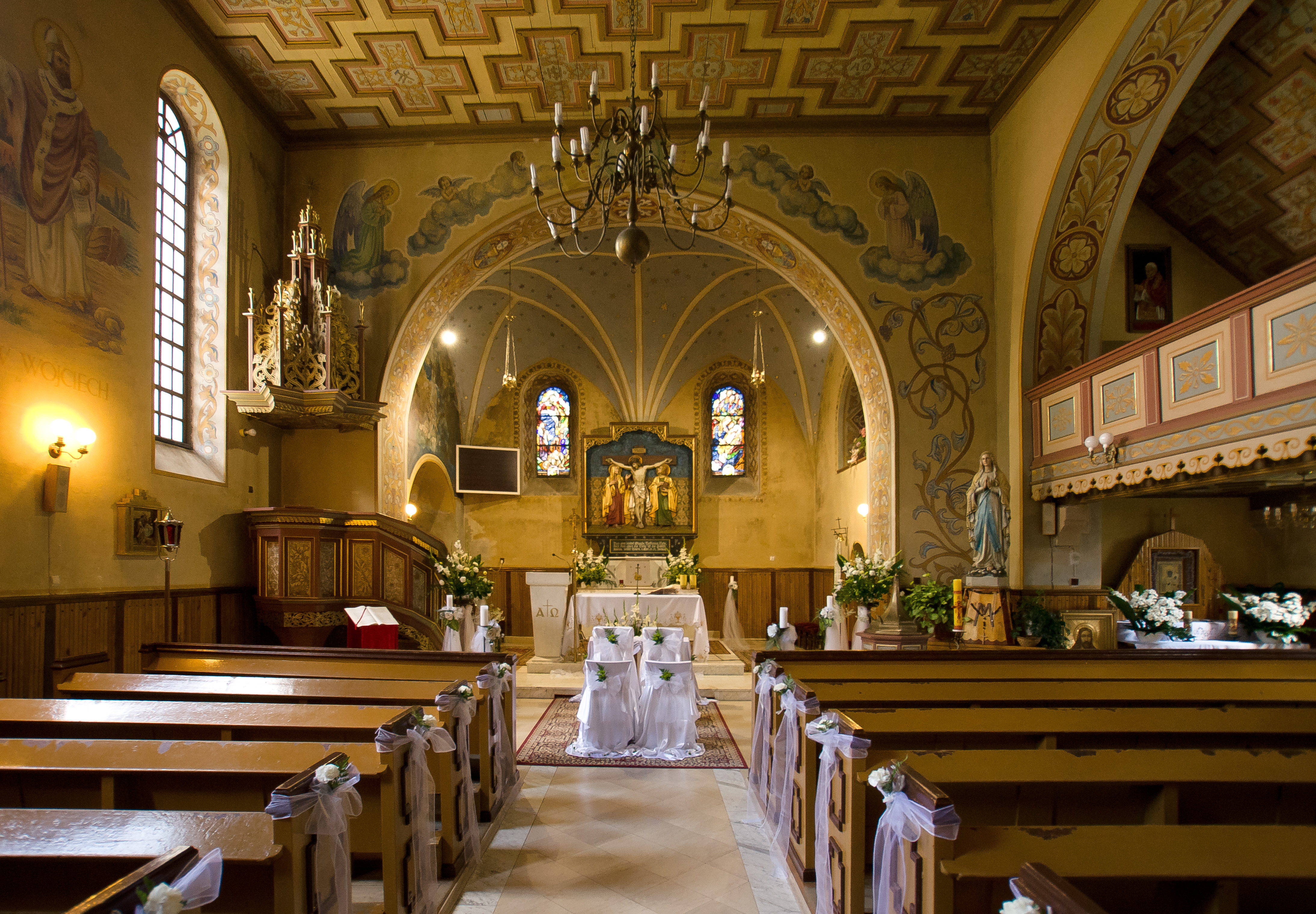
Das Innere der Kirche: Blick auf den Altarraum

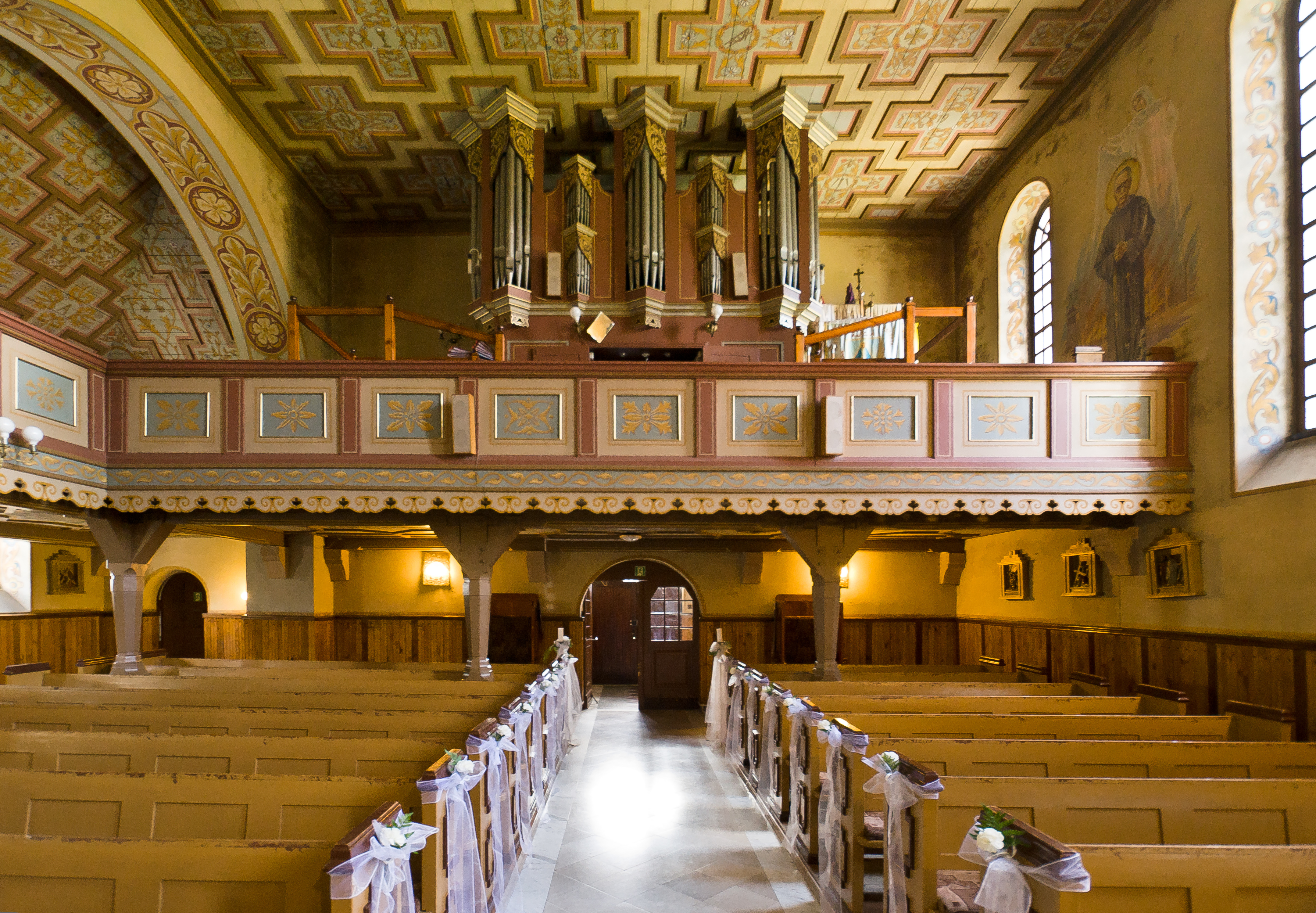
Das Innere der Kirche: Blick auf die Orgelempore

Nach den Plänen des Berliner Architekten Arthur Kickton entstand zwischen 1924 und 1926 die Wiederaufbaukirche in der heutigen Erscheinungsform. Die Einweihung fand am 19. März 1926 statt. Es handelte sich num ein aus masurischem Granitstein erstellte Bauwerk mit quergestelltem Turm im Osten über dem Altar. Der Innenraum besteht auch heute noch aus einem Haupt- und einem südlichen Nebenschiff mit Empore. Der Altarraum ist überwölbt. Die übrige Überdachung besteht aus einer ebenen Bretterdecke mit wertvollen Ausmalungen des Kunstmalers Ernst Fey aus Berlin. Der moderne Altarschrein – in alten Formen gehalten – ist das Werk eines Münchener Bildhauers und zeigt den Gekreuzigten mit seiner Mutter Maria und dem Jünger Johannes. Die Kanzel steht in der Nordostecke gegenüber der Seitenempore.
Bis 1945 diente die Kirche als evangelisches Gotteshaus. Dann wurde sie von der römisch-katholischen Kirche übernommen, die sie für die veränderten liturgischen Zwecke innen entsprechend umgestaltete und ihr den Namen „Mariä-Himmelfahrt-Kirche“ gab.

## Kirchengemeinde

### Evangelisch

#### Kirchengeschichte
Kallinowen war bereits in vorreformatorischer Zeit ein Kirchdorf. Schon bald hielt hier die Reformation Einzug, so dass bereits zu Beginn des 16. Jahrhunderts hier lutherische Geistliche ihren Dienst aufnahmen. Zwischen 1576 und 1906 war eine zusätzliche Pfarrstelle eingerichtet.
Die Kirchengemeinde Kallinowen mit ihren zahlreichen Kirchspielorten gehörte bis 1945 zum Kirchenkreis Lyck in der Kirchenprovinz Ostpreußen der Kirche der Altpreußischen Union. Im Jahre 1925 (Volkszählung) verzeichnete sie 3.600 Gemeindeglieder. Das Kirchenpatronat oblag den staatlichen Behörden.
Flucht und Vertreibung der einheimischen Bevölkerung brachten nach 1945 die Arbeit der evangelischen Kirche in Kalinowo zum Erliegen. Heute leben nur sehr wenige evangelische Kirchenglieder hier, die sich zur Kirchengemeinde in der Kreisstadt Ełk (Lyck) orientieren, einer Filialgemeinde der Pfarrei in Pisz (Johannisburg) in der Diözese Masuren der Evangelisch-Augsburgischen kirche in Polen.

#### Kirchspielorte
Zum Kirchspiel Kallinowen/Dreimühlen gehörten außer dem Pfarrort die Ortschaften:
| Name         | Änderungsname 1938 bis 1945 | Polnischer Name |  | Name        | Änderungsname 1938 bis 1945 | Polnischer Name |
| ------------ | --------------------------- | --------------- |  | ----------- | --------------------------- | --------------- |
| Dluggen      | Langenhöh                   | Długie          |  | Mikolaiken  | Thomken                     | Mikołajki       |
| *Iwaschken   | Hansbruch                   | Iwaśki          |  | *Millewen   | Millau                      | Milewo          |
| *Kiehlen     | Kielen                      | Kile            |  | Pientken    | (ab 1926:) Blumental        | Piętki          |
| *Kokosken    | (ab 1930:) Hennenberg       | Kokoszki        |  | *Saborowen  | Reichenwalde                | Zaborowo        |
| *Krzysewen   | (ab 1928:) Kreuzborn        | Krzyżewo        |  | *Skomentnen | Skomanten                   | Skomętno        |
| *Maaschen    | Maschen                     | Maże            |  | Thurowen    | Auersberg                   | Turowo          |
| *Marczynowen | (ab 1928:) Martinshöhe      | Marcinowo       |  | Trentowsken |                             | Trętowskie      |

#### Pfarrer (bis 1945)

##### Verzeichnis
An der Kirche Kallinowen amtierten bis 1945 die Pfarrer (zwischen 1576 und 1906 zwei Geistliche gleichzeitig):
- Albert Broda, 1547[7]
- Albert Budda, 1563
- Johann Columbus, 1576–1619
- Paul Baranowius, 1579/1591
- Valentin Eychler, 1597
- Lazarus Columbus, 1601–1625
- N. Trentowius,
- Johann Julino Galinski, 1646
- Ernst Albert Baranowius (Baranowski), 1651/1656
- Albert Rohde, bis 1655
- Johann Columbus, 1655–1676
- Albert Zaborowius, 1657–1693
- Michael Rostock, 1677–1703
- Christoph Bräuer, bis 1704
- Johann Christoph Zielinski, 1694–1707
- Andreas Barnabas, 1707–1710
- Matthäus Bräuer, 1710–1712
- Bernhard Rostock, 1730–1759
- Gottlieb Trentowius, 1739–1748
- Johann Drigalski, 1744–1755
- Johann Christ. Sackersdorf, 1756–1788
- Friedrich Ludwig Boretius, 1759–1780
- Michael Pogorzelski, 1780–1798
- Johann K. J. von Bergen, 1789–1798
- Simon Benedict Kiehl, 1798–1810
- Johann Schellong, 1800–1841
- Johann Sebastian Schulz, 1811–1814
- Johann Ferdinand Lange, 1814–1821
- Karl Theodor Groß, 1814–1821
- Karl Fr. M. Otterski, 1828–1834
- Johann Heinrich Schellong, 1835–1840
- Johann August Skrodzki, 1840–1873[8]
- Johann Schellong, 1841–1844
- Adolf Fr. Otto Skrzeczka, 1847–1865
- (Heinrich) Ferdinand Prophet, 1865–1870[9]
- Karl Gregor Liedtke, 1870–1877
- Franz Ed. Fr. Kahnert, 1871–1881
- Michael (Gottlieb) Glomp, 1873–1888[10]
- Wilhelm Justus Schau, 1887–1891
- Franz Szczybalski, 1888–1907
- Karl Aug. U. Brzeczinski, 1891–1906
- Adolf L.H.C.F. Korella, 1908–1917
- Hermann Winarski, 1917–1945

##### Biographisches
- Pfarrer Ernst Albert Baranowius (Baranowski)[1]:

Er amtierte in der Zeit des Tatareneinfall 1656 und konnte sich mit seinem zweijährigen Kind in die Wälder retten. Er geriet dennoch in die Gewalt der Tataren, kam in die Gefangenschaft, wurde Galeerensklave und starb in Candia auf Kreta. Sein kleiner Sohn entkam nur knapp dem Tod, er wurde von Dorfbewohnern aufgefunden, gesund gepflegt und wuchs in Lyck auf.
- Pfarrer Bernhard Rostock (Rostkowski)[2]:

Sein Vater war bereits Pfarrer in Kallinowen und er trat 1739 seine Nachfolge an. Er schrieb neben etlichen gedichten das auch heute noch bekannte geistliche Erntelied „Das Feld ist weiß; vor ihrem Schöpfer neigen die Ähren sich“.
- Pfarrer Michael Pogorzelski[2]:

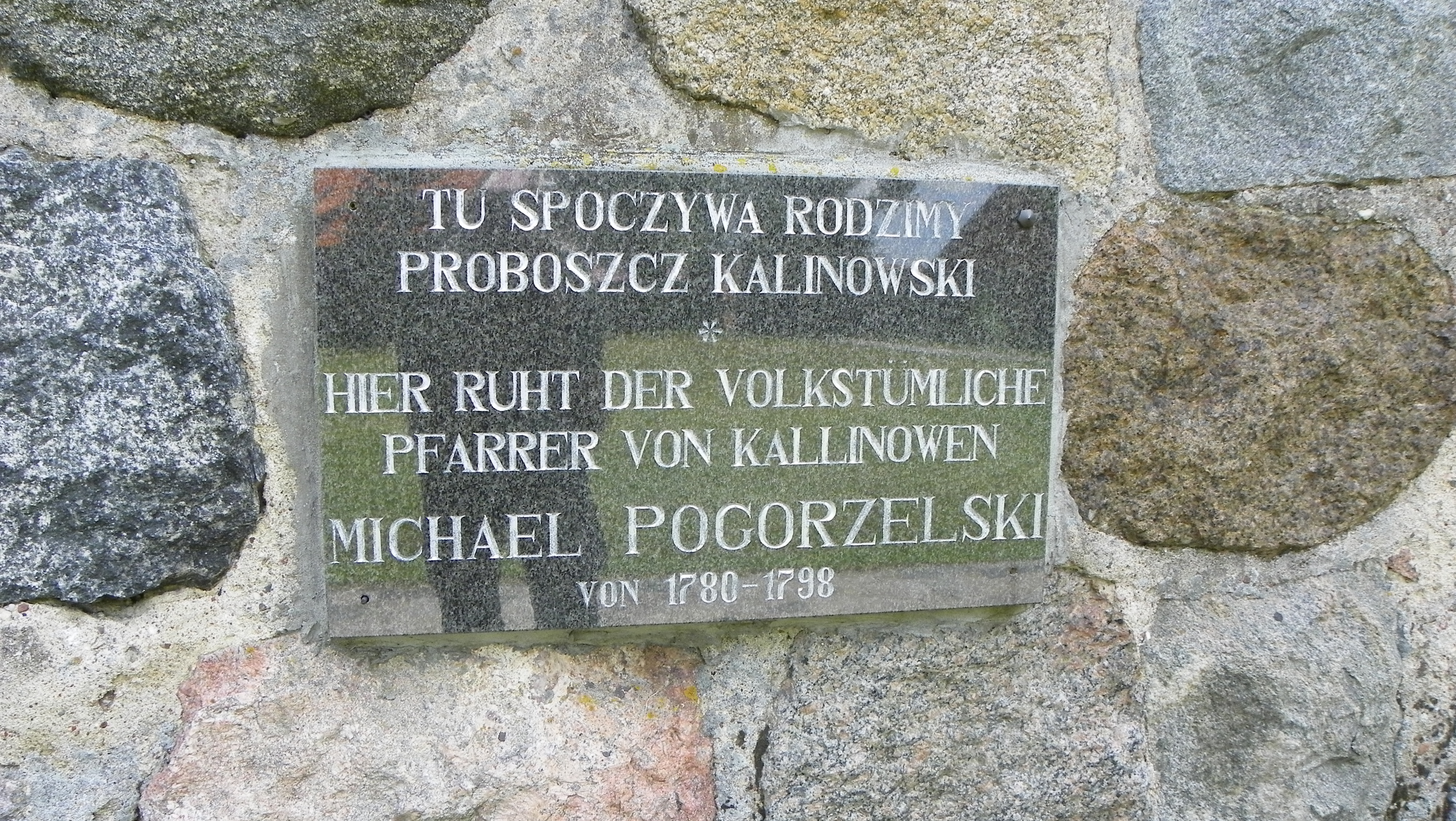
Gedenktafel an der Kirche in Kalinowo

Er galt als berühmtester Pfarrer in Kallinowen. Obwohl er die deutsche Sprache vollkommen beherrschte, predigte er auch in seiner masurischen Muttersprache, humorvoll und volksverbunden. Neben der Kallinowener Kirche befindet sich sein Grab. An der Mauer der Kirche erinnert eine Gedenktafel in polnischer und deutscher Sprache an ihn.

#### Kirchenbücher
Von den Kirchenbüchern der Pfarrei Kallinowen haben sich erhalten:
- Taufen (1740–1780)
- Trauungen (1740–1780)
- Begräbnisse (1740–1780).

Sie werden bei der Deutschen Zentralstelle für Genealogie in Leipzig aufbewahrt.

### Römisch-katholisch

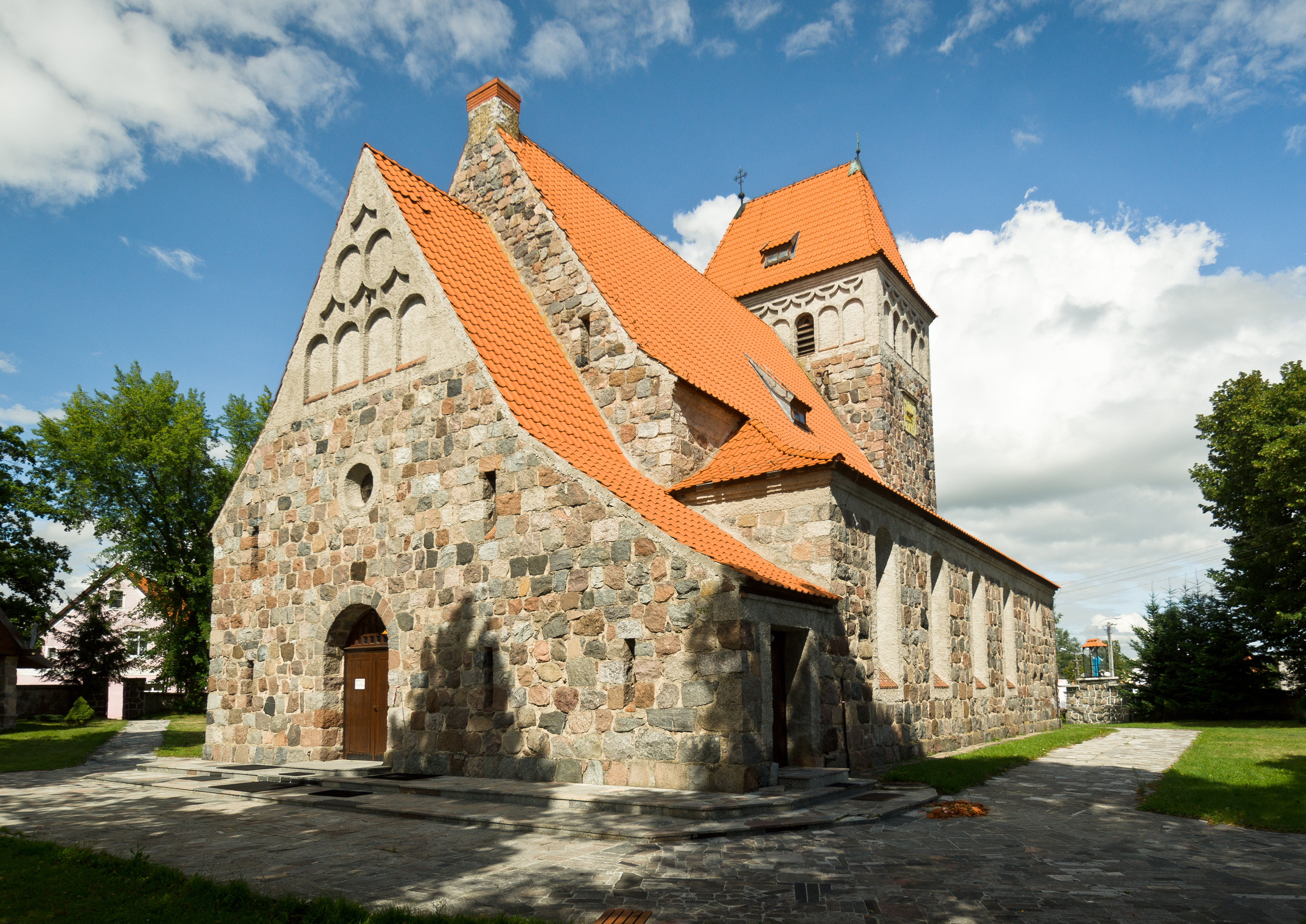
Die Kirche in Kalinowo von Südwesten

#### Kirchengeschichte
Bis 1945 lebten nur sehr wenige Katholiken in Kallinowen und Umgebung. Sie waren in die römisch-katholische Pfarrei Prawdziska (Prawdzisken, 1934 bis 1945 Reiffenrode) eingepfarrt. Diese war Teil des Dekanats Masuren II (Amtssitz: Johannisburg, polnisch Pisz) im damaligen Bistum Ermland.
Seit 1946 besteht in Kalinowo eine eigene römisch-katholische Pfarrei („Parafia“). Sie gehört zum Dekanat Miłosierdzia Bożej Ełk im Bistum Ełk der Römisch-katholischen Kirche in Polen.

#### Pfarreiorte
Zur Pfarrei Kalinowo gehören die Orte:
| Name            | Deutscher Name                     |  | Name             | Deutscher Name                    |
| --------------- | ---------------------------------- |  | ---------------- | --------------------------------- |
| Długie          | Dluggen 1938–1945: Langenhöh       |  | Maże             | Maaschen 1938–1945: Maschen       |
| Dorsze          | Dorschen                           |  | Mikołajki        | Mikolaiken 1938–1945: Thomken     |
| Grądzkie Ełckie | Gronsken 1938–1945: Steinkendorf   |  | Milewo           | Millewen 1938–1945: Millau        |
| Iwaśki          | Iwaschken 1938–1945: Hansbruch     |  | Piętki           | Pientken 1926–1945: Blumental     |
| Kalinowo        | Kallinowen 1938–1945: Dreimühlen   |  | Skomętno Wielkie | Skomentnen 1938–1945: Skomanten   |
| Krzyżewo        | Krzysewen 1928–1945: Kreuzborn     |  | Zaborowo         | Saborowen 1938–1945: Reichenwalde |
| Marcinowo       | Marczynowen 1928–1945: Martinshöhe |  | Zanie            | Sanien 1938–1945: Berndhöfen      |

#### Pfarrer (ab 1946)
In der Pfarrei Kalinowo amtierten seit 1946:
| - Jan Tomaszewski, 1946–1951 - Jan Majcher, 1951–1954 - Edward Klejno, 1954–1968 - Józef Jurgiel, 1968–1982 - Kazimierz Włodarczyk, 1982–1992 - Bogusław Kossakowski, 1992–1995 - Henryk Kondraciuk, 1995–2010 - Albert Interewicu, seit 2010 |